# Begonia aptera
Espèce
Synonymes
- Begonia aptera subsp. hirtissima Girm. & D.C.Thomas[1]
- Diploclinium apertum (Blume) Miq.[1]

Begonia aptera est une espèce de plantes de la famille des Begoniaceae. Ce bégonia est originaire d'Indonésie. L'espèce fait partie de la section Sphenanthera. Elle a été décrite en 1827 par Carl Ludwig Blume (1789-1862). L'épithète spécifique aptera signifie « sans aile »..

## Répartition géographique
Cette espèce est originaire du pays suivant : Indonésie.

## Liste des sous-espèces
Selon Tropicos (5 février 2017) :
- sous-espèce Begonia aptera subsp. hirtissima D. Girmansyah & D.C. Thomas